# Whonamedit?
Whonamedit? (На чию честь названо?(англ.)) — англомовний словник медичних епонімів та пов'язаних з ними людей. Хоча це словник, багато епонімів і осіб описані великими статтями з розширеними бібліографіями. Словник створений 1994 року, розміщується у Норвегії і підтримується медичним істориком Оле Даніелом Енерсеном. Станом на 2003 рік у словнику було 6 000 епонімів. Сайт у місяць має близько 15-20 тисяч унікальних відвідувачів зі всього світу.